# Marmaduke Pickthall

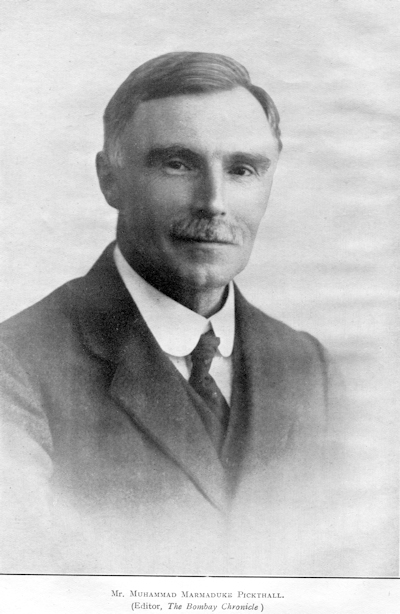
Marmaduke Pickthall

Muhammad Marmaduke Pickthall (* 7. April 1875 als Marmaduke William Pickthall in Harrow; † 19. Mai 1936 in St. Ives) war ein englischer Schriftsteller und Islamwissenschaftler, der für seine Übersetzung des Korans ins Englische bekannt wurde.

## Familie und frühe Jahre
Marmaduke Pickthall wurde als Sohn von Mary O’Brien und ihrem Mann, dem anglikanischen Priester Reverend Charles Grayson Pickthall, in eine gut situierte englische Familie der Mittelklasse geboren, die ihre Wurzeln bis zu einem Ritter von Wilhelm der Eroberer namens Roger de Poictu zurückverfolgen konnte. Die Mutter war eine Tochter von Admiral Henry O’Brien, der sich während der Napoleonischen Kriege verdient gemacht hatte. Auch sein Großvater war Priester, zwei seiner Stiefschwestern waren Nonnen. Als Pickthall fünf Jahre alt war, starb sein Vater, und die Familie zog von Woodbridge, wo der Vater Pfarrer gewesen war, nach London. Er war ein kränkliches, schüchternes Kind und litt an Bronchitis. Später besuchte er die Harrow School, die er aber nach sechs Schuljahren verließ.

## Hinwendung zum Osten
Marmaduke Pickthall bereiste gemeinsam mit seiner Mutter Europa und entdeckte dabei sein Talent für Sprachen. Nach seiner Rückkehr bewarb er sich für den diplomatischen Dienst, bestand die Aufnahmeprüfung jedoch nicht. Also nahm er eine Einladung von Thomas Dowling an, eines Freundes seiner Mutter, der als anglikanischer Bischof nach Palästina ging, in der Hoffnung, weitere Sprachen zu lernen, um doch noch in den diplomatischen Dienst aufgenommen zu werden. Zwei Jahre lang reiste er durch Ägypten und Palästina, sprach bald fließend Arabisch, war von Land und Leuten fasziniert und übernahm einheimisches Verhalten (go native). Als seine Mutter 1896 von dieser Entwicklung erfuhr, beorderte sie ihn zurück nach Hause. In England heiratete er und zog mit seiner Frau 1898 in die Schweiz. Seine erste Geschichte, die im Nahen Osten spielte, The Word of an Englishman, wurde im selben Jahr publiziert. 1899 zog das Paar aus finanziellen Gründen in ein kleines Haus nach Suffolk. Anschließend schrieb Pickthall jährlich ein neues Buch. 1910 reiste er erstmals nach seiner früheren Reise wieder nach Kairo, als Gast eines britischen Offiziellen.
Nach seiner Rückkehr begann Pickthall, für die Zeitschrift The New Age zu arbeiten, bis er 1920 nach Indien fuhr. Seine ersten Artikel handelten von Ägypten, aber als im Jahre 1912 der Erste Balkankrieg zwischen Serbien, Bulgarien und Griechenland einerseits und dem Osmanischen Reich ausbrach, konzentrierte er seine Energie darauf, das Osmanische Reich zu verteidigen. Er schrieb eine Artikelserie unter dem Titel The Black Crusade, die der Verlag von New Age später als Flugblatt herausbrachte. In diesen Artikeln verurteilte Pickthall die Christen für ihren Vergleich der Türken mit Satan und für die öffentliche Zustimmung zu bulgarischen Massakern an Muslimen. Ende 1912 reiste er selbst in die Türkei, um sich von den dortigen Ereignissen ein eigenes Bild zu machen.
Seine politische Einstellung im Ersten Weltkrieg war differenziert und schwierig. Marmaduke Pickthall war ein patriotischer Tory, der gegen einen Krieg zwischen seinem Heimatland und dem Osmanischen Reich eingestellt war. Er setzte sich für die türkische Neutralität und Unabhängigkeit ein. Andererseits lobte er die britische Regierung für ihr Verhalten in Ägypten. In späteren Jahren kritisierte er den britischen Imperialismus in Indien, während er den in Ägypten weiterhin guthieß. Diese inneren Spannungen wurden in seinen Artikeln und Romanen offensichtlich.
Bei Ausbruch des Ersten Weltkriegs erklärte Pickthall seine generelle Bereitschaft, in die Armee einzutreten, solange er nicht gegen Türken kämpfen müsse. Als 1915 Nachrichten vom Völkermord an den Armeniern Großbritannien erreichten, hinterfragte Pickthall diese Informationen und behauptete, die Schuld daran sei nicht allein bei der türkischen Regierung zu suchen. Seine Artikel in dieser Zeit betonten vier Punkte: das Festhalten an der herkömmlichen englischen Außenpolitik, eine Warnung vor der russischen Außenpolitik, die Ablehnung der Idee, dass die Christen auf dem Balkan aus religiösen Gründen von den Briten unterstützt werden sollten, sowie seine Begeisterung über die Leistungen der Türken und die bevorstehende Erneuerung der islamischen Welt.

## Übertritt zum Islam
Vor dem Weltkrieg war Pickthall noch praktizierender Anglikaner. Zunehmend war er jedoch von Maßnahmen der Christen enttäuscht, besonders von den Aktivitäten von Missionaren. Im Verlauf des Krieges fühlte sich Pickthall zwischen seinen Loyalitäten zwischen Großbritannien und dem Osmanischen Reich hin- und hergerissen, wie man an seinen Werken ablesen kann. Nach einer Serie von Vorträgen vor der Muslim Literary Society in Notting Hill über Islam und Fortschritt im November 1917 erklärte Pickthall öffentlich seinen Übertritt zum Islam. Er nahm den Namen Muhammad an und wurde schnell eine wichtige Person in der islamischen Gemeinschaft in Großbritannien. In Abwesenheit von Khwaja Kamal ud-Din, dem Gründer, engagierte er sich in der Woking Muslim Mission.
Ab 1919 war Mohammed Pickthall für das Islamic Information Bureau tätig. 1920 ging er mit seiner Frau nach Indien, um dort als Herausgeber des Bombay Chronicle zu arbeiten, und entwickelte sich zu einem indischen Nationalisten, der sich wie ein Einheimischer kleidete. In Indien vollendete er seine Übersetzung The Meaning of the Glorious Koran. Die Übersetzung wurde von der al-Azhar-Universität in Kairo autorisiert  und im Times Literary Supplement als „große literarische Leistung“ gelobt. 1924 verlor er seinen Posten als Chefredakteur des Bombay Chronicle, weil die Zeitung angeblich über eine Demonstration, bei der Menschen getötet worden waren, falsch berichtet hätte. Der Nizam von Hyderabad, Asaf Jah VII., bot ihm eine Stelle als Direktor einer Jungenschule an. Zudem begründete Pickthall 1927 die Zeitschrift Islamic Culture.
1935, ein Jahr vor seinem Tod, kehrte Pickthall nach England zurück und starb in St. Ives. Beerdigt wurde er auf dem muslimischen Teil des Brookwood Cemetery in Surrey.
Da Pickthall mit dem Schriftsteller E. M. Forster befreundet war, wurde angenommen, dass er als Vorbild für die Figur des Richard Fielding in dessen 1924 erschienenem Buch Auf der Suche nach Indien diente.

## Publikationen (Auswahl)
- Said the Fisherman (1903) (dt.: Glanz, Liebe und Tod des Fischers Sai͏̈d. München. A. Langen 1926)
- Enid (1904)
- Brendle (1905)
- The House of Islam (1906)
- The Myopes (1907)
- Children of the Nile (1908)
- The Valley of the Kings (1909)
- Pot au Feu (1911)
- Larkmeadow (1912)
- The House at War (1913)
- With the Turk in Wartime (1914)
- Tales from Five Chimneys (1915)
- Veiled Women (1916)
- Knights of Araby (1917)
- Oriental Encounters (1918) (Deutsch: Die Taube auf der Moschee : unterwegs im Orient, aus dem Englischen übersetzt und herausgegeben von Alexander Pechmann, Göttingen : Steidl, März 2021, ISBN 978-3-95829-935-1)
- Sir Limpidus (1919)
- The Early Hours (1921)
- The Meaning of the Glorious Koran: An Explanatory Translation (1930)